# Marie Nilsson (fotograf)
Marie Anna-Greta Nilsson, född 3 januari 1947 i Överluleå församling, Norrbottens län, är en svensk fotograf.
Nilsson, som är dotter till hemmansägare Viktor Nilsson och Gerda Lustig, blev filosofie kandidat vid Stockholms universitet 1974. Hon var frilansfotograf och lärare 1978–1981, redaktionsmedlem i tidskriften Vi Mänskor 1981, startade och arbetade i redaktionen för kulturtidskriften Liv 1982–1986, medredaktör för Ännu mera Fnitter 1983, Sago-Fnitter 1985, Billigt Fnitter 1986, redaktör för Fotografisk Kalender 1984, medlem av Planketgruppen 1985 samt var frilansfotograf och undervisade i fotografi och arbetade med grafisk form från 1984. Hon deltog i samlingsutställningarna Vi arbetar för livet, Stockholm (1980), Sundsvall och Skellefteå (1981) Gävle, Norrköping och Södertälje (1982), Vårdträdet, Stockholm (1981), Lust, Stockholm (1983), Planket, Stockholm (1982–1986), Galleri Vita Katten, Stockholm, (1985) och Vintersalong, Stockholm (1986).
Nilssons fotografier har publicerats i Nästan hemma: fotografier Liljeholmen 1995–1998 (med texter av Bosse Bergman och Susanne Pagold, 1998), Minnets platser, platsers minne (2017) och Liljeholmen Rewalk (2019). 